# Chaves (Portugal)
Chaves es una ciudad portuguesa perteneciente al distrito de Vila Real, en la región de Trás-os-Montes (Norte) y la comunidad intermunicipal Alto Támega, con cerca de 17 000 habitantes.
Es la sede de un municipio con 590,42 km² de área y 37 592 habitantes (2006), subdividido en 39 freguesias. El municipio limita al norte con la provincia española de Orense (Galicia), al este con el municipio de Vinhais, al sureste con Valpaços, al sudoeste con Vila Pouca de Aguiar y al oeste con Boticas y Montalegre.
La ciudad de Chaves se encuentra situada junto al río Támega.

## Historia
Chaves está habitado desde la antigüedad. En época romana era conocida con la designación de Aquae Flaviae, de la que se conservan importantes restos como el llamado "puente de Trajano" construido durante los siglos I-II d. C.

## Demografía
| Gráfica de evolución demográfica de Chaves entre 1864 y 2021 |
|                                                              |
| Datos según el nomenclátor publicado por el INE portugués.   |

## Freguesias
Las freguesias de Chaves son las siguientes:
- Águas Frias
- Anelhe
- Bustelo
- Calvão e Soutelinho da Raia
- Cimo de Vila de Castanheira
- Curalha
- Eiras, São Julião de Montenegro e Cela
- Ervededo
- Faiões
- Lama de Arcos
- Loivos e Póvoa de Agrações
- Madalena e Samaiões
- Mairos
- Moreiras
- Nogueira da Montanha
- Oura
- Outeiro Seco
- Paradela
- Planalto de Monforte
- Redondelo
- Sanfins
- Santa Cruz/Trindade e Sanjurge
- Santa Leocádia
- Santa Maria Maior
- Santo António de Monforte
- Santo Estêvão
- São Pedro de Agostém
- São Vicente
- Soutelo e Seara Velha
- Travancas e Roriz
- Tronco
- Vale de Anta
- Vidago
- Vila Verde da Raia
- Vilar de Nantes
- Vilarelho da Raia
- Vilas Boas
- Vilela do Tâmega
- Vilela Seca

## Gastronomía

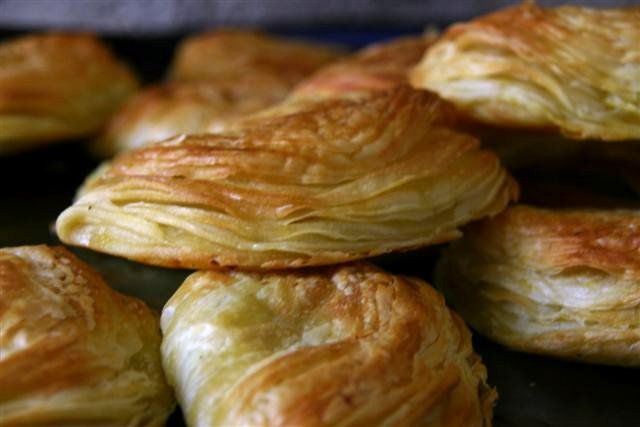
Pastel de Chaves.
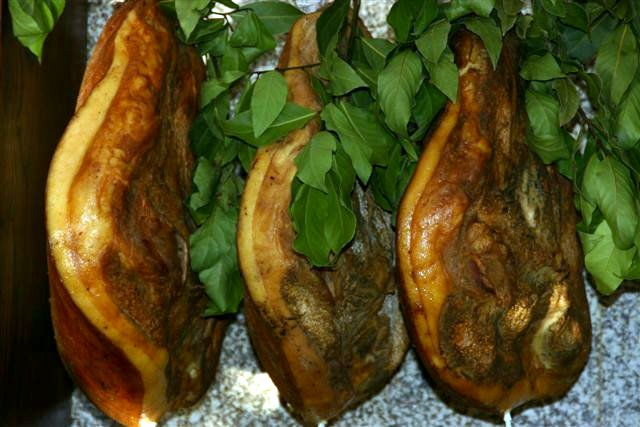
Jamón de Chaves.
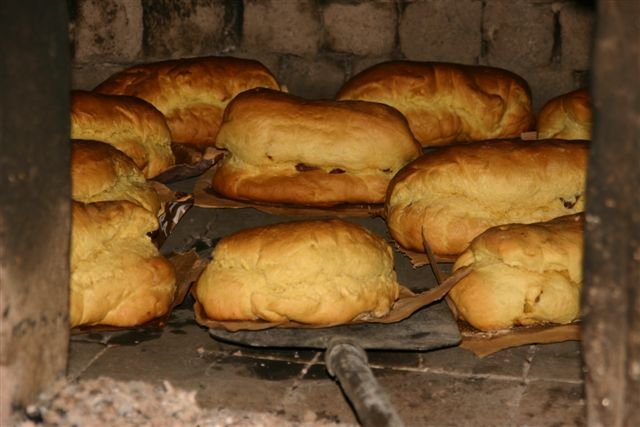
Folar de Chaves.
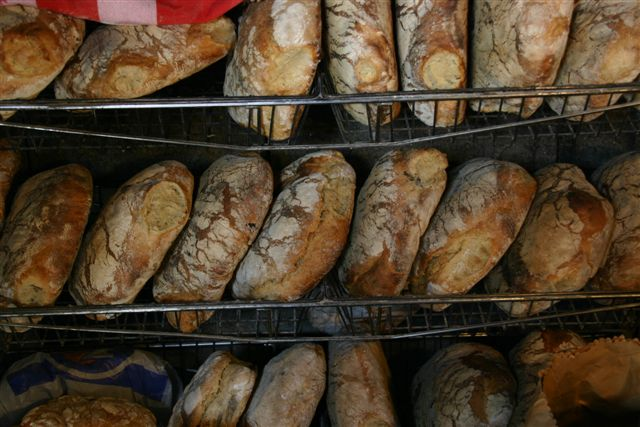
Pan de centeno de horno.

## Monumentos

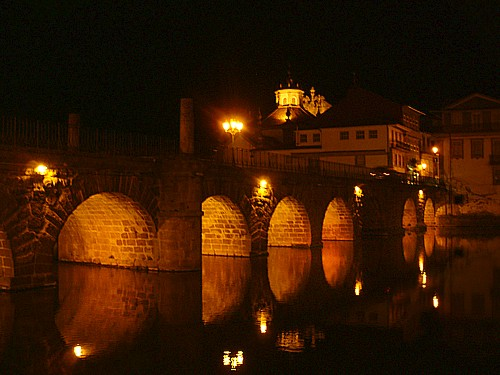
Puente de Trajano.
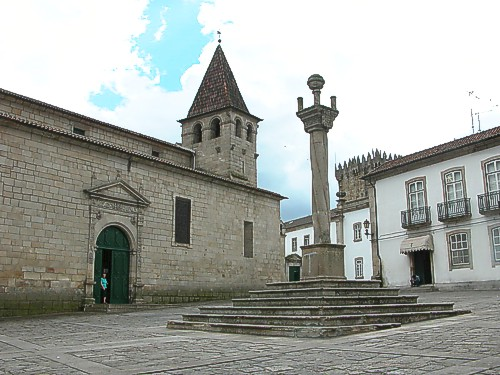
Largo del Pelourinho.
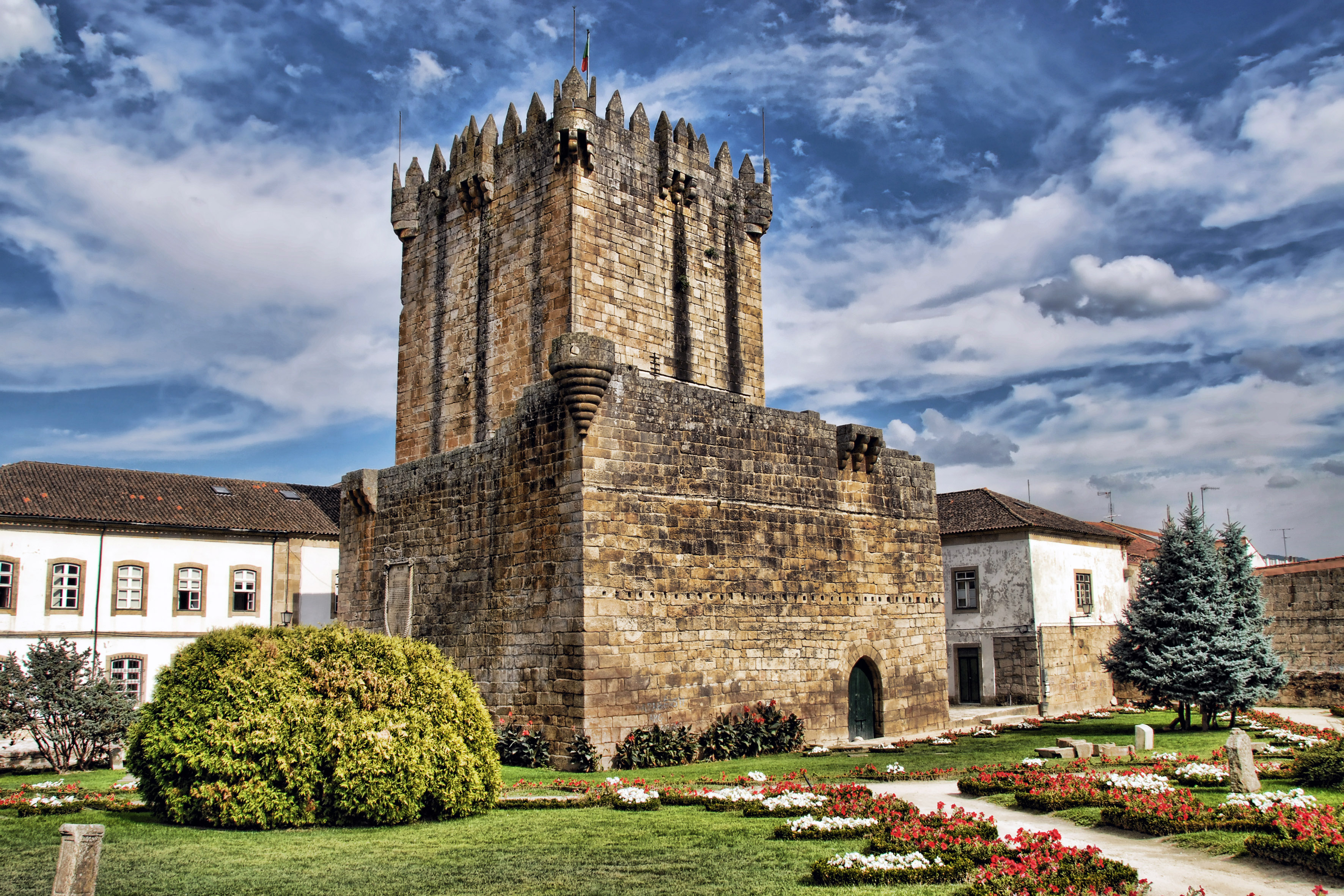
Torre del castillo.
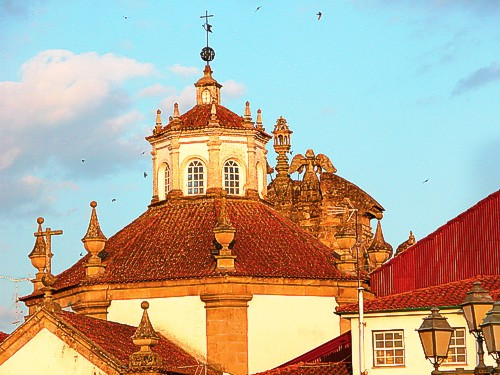
Iglesia de la Madalena.
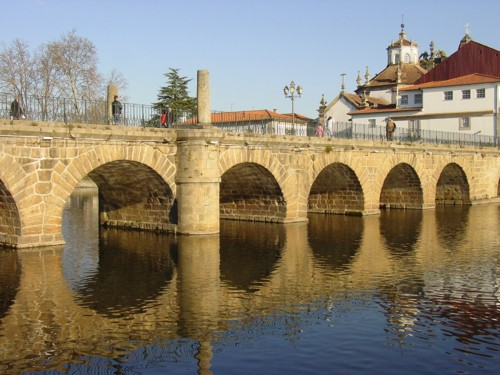
Puente e Ex Libris.
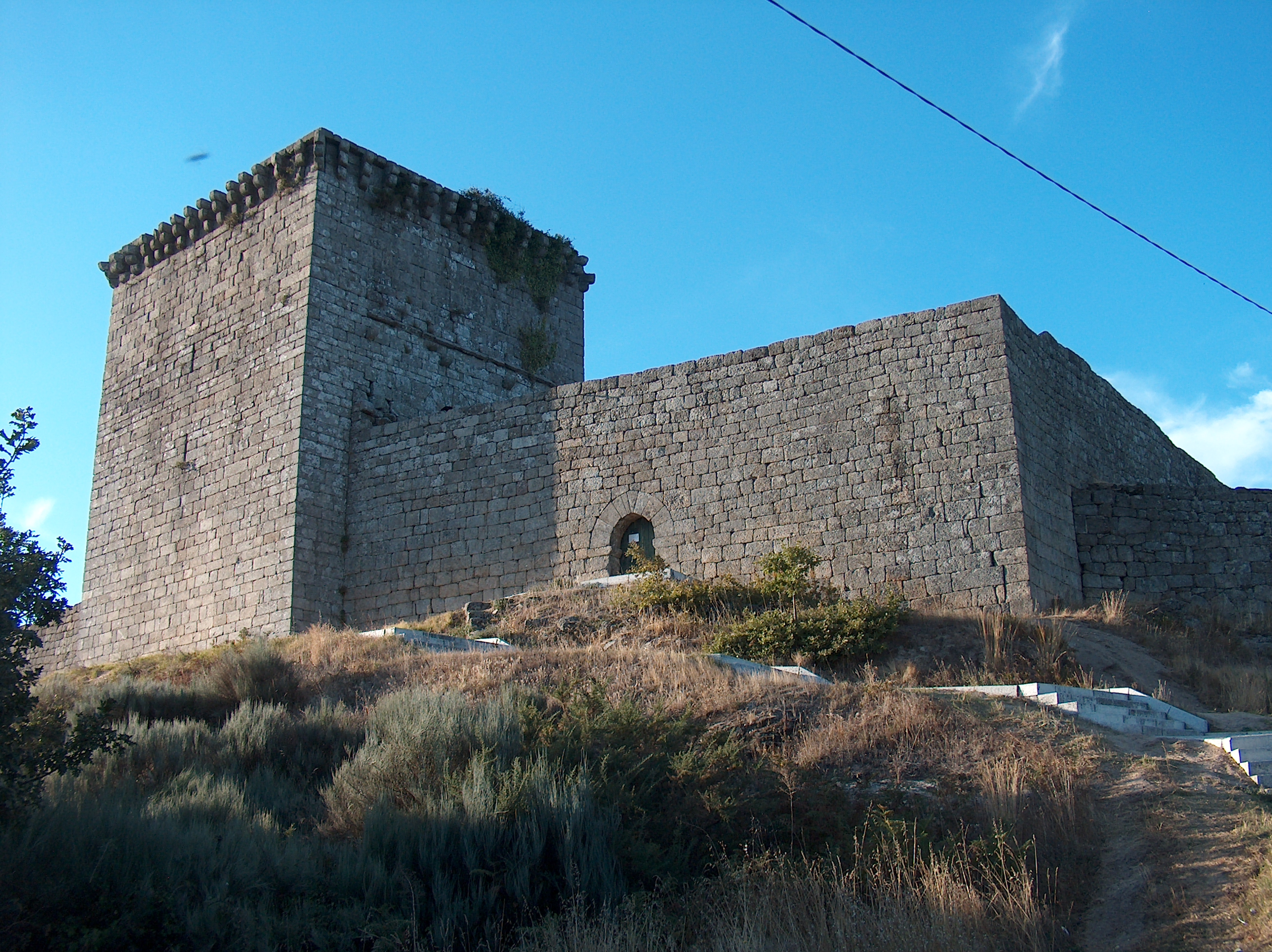
Castillo de Monforte de Rio Livre.
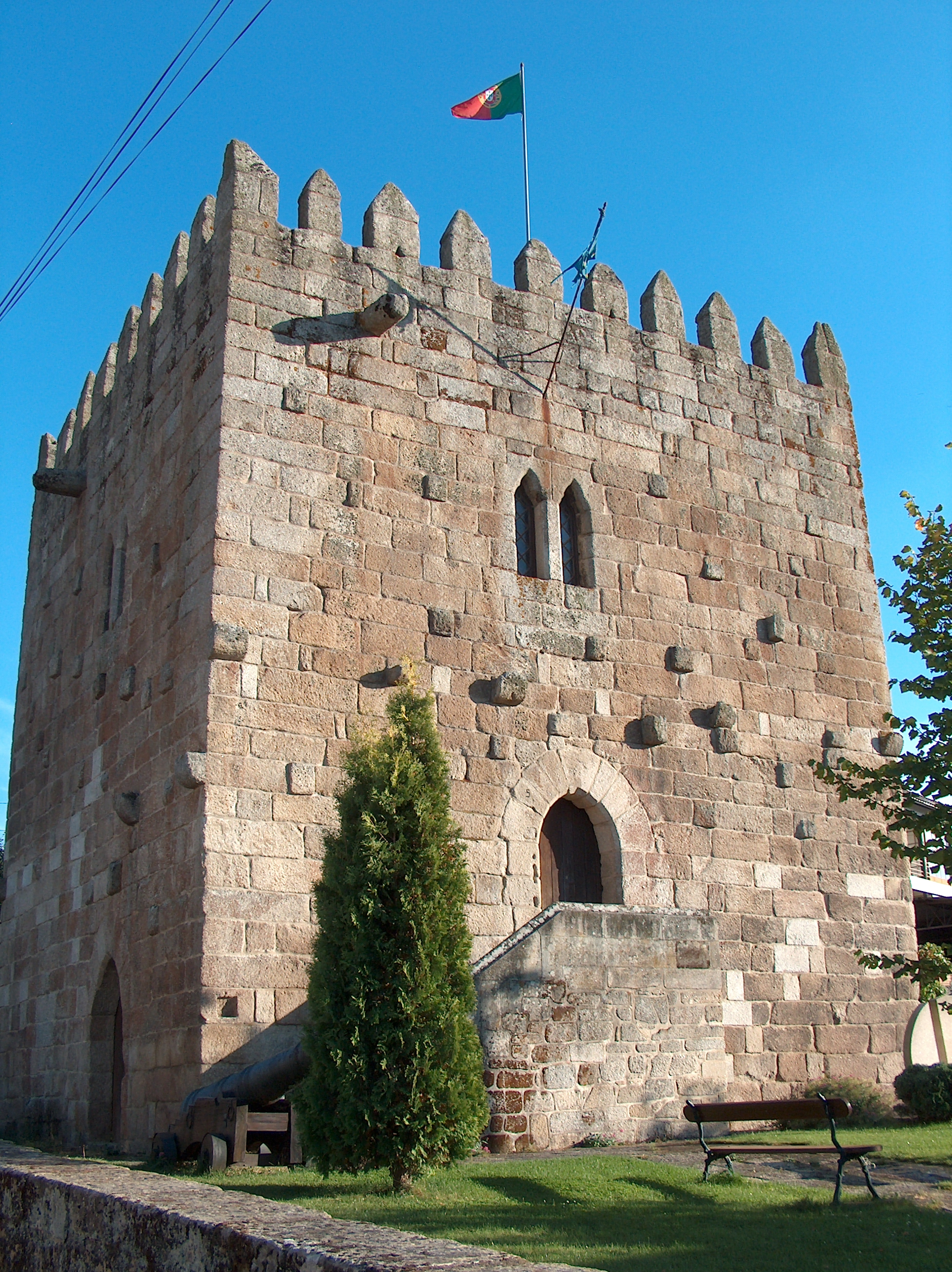
Castillo de Santo Estêvão.
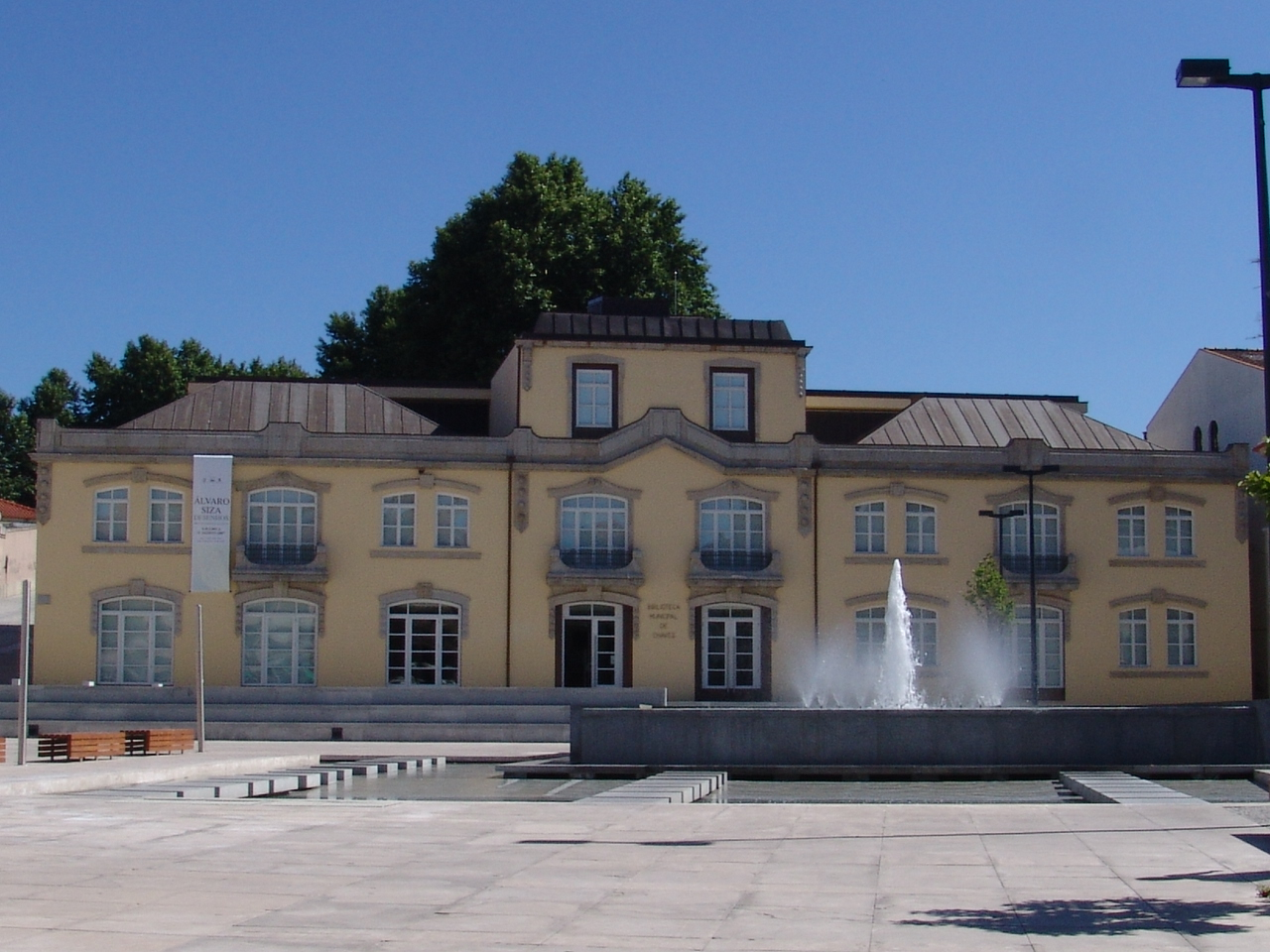
Biblioteca Municipal de Chaves.
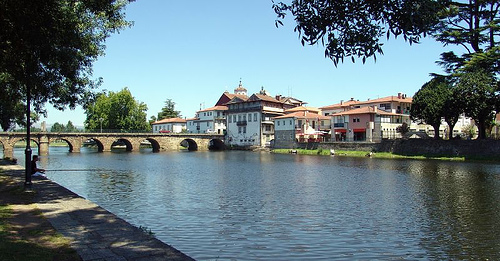
Madalena y río Támega.